# Podogymnura minima
Podogymnura minima ist eine Art der Philippinen-Rattenigel innerhalb der Igel (Erinaceidae). Es handelt sich um den kleinsten Vertreter der Gattung. Die Tiere besitzen ein weiches, dunkelbraunes Fell, das einen leichten goldgelben Farbeinschlag aufweist. Das Verbreitungsgebiet umfasst die Kitangladbergkette im nördlich-zentralen Teil von Mindanao. Dort bewohnen die Tiere Bergwälder in mittleren bis höheren Gebirgslagen. Sie sind bodenbewohnend, nachtaktiv und ernähren sich von Regenwürmern sowie Gliederfüßern. Weibchen bringen je Wurf ein Junges zur Welt. Wissenschaftlich benannt wurde Podogymnura minima im Jahr 1953. Zuerst galt die Form als Unterart des Mindanao-Rattenigels, später wurde sie als identisch mit diesem eingestuft. Genetische Studien aus dem Jahr 2023 führten jedoch zur Anerkennung als eigenständige Art. Über die Gefährdung des Bestandes liegen keine Informationen vor.

## Merkmale

### Habitus
Podogymnura minima ist der kleinste Angehörige der Philippinen-Rattenigel. Seine Kopf-Rumpf-Länge beträgt 13,7 bis 15,2 cm. Der Schwanz wird 4,9 bis 6,6 cm lang, was rund 36 % der Länge des restlichen Körpers entspricht. Das Körpergewicht variiert von 63 bis 79 g. Weibchen sind etwas größer als Männchen. Im äußeren Erscheinungsbild gleicht die Art den anderen Verwandten. Typisch ist der spitzmausartige Habitus und das gegenüber den Stacheligeln weichere Fell. Im Vergleich zum Dinagat-Rattenigel (Podogymnura aureodpinul) ist das Fell noch einmal deutlich länger und weicher. Das Rückenfell hat einen dunklen rötlich-braunen Farbton. Die Leithaare weisen einen schwarzen Schaft und eine goldgelbe Spitze auf. Durch letzteres entsteht ein gelbfleckiger Einschlag im Fell, der aber nicht so deutlich ausfällt wie bei Podogymnura intermedia. Die meisten Leithaare enden spitz, einige sind jedoch stumpf. Die Unterwolle ist dunkel, dicht und gewellt. Der Schwanz zeigt sich oberseits hell gräulich-braun pigmentiert, unterseits ist er unpigmentiert. Ihm fehlt dadurch die dunkle Kolorierung, wie sie beim Mindanao-Rattenigel (Podogymnura truei) vorkommt. Die Ohren werden 2,0 bis 2,2 cm lang und haben fahlbraune Muscheln. Ebenso gefärbt sind die Füße. Die Länge der Hinterfüße reicht von 3,3 bis 3,7 cm. Sie entsprechen somit rund 23 % der Körperlänge.

### Schädel- und Gebissmerkmale
Der Schädel misst 37,3 bis 39,8 mm in der Länge. Die größte Breite wird am Hirnschädel mit 15,1 bis 16,2 mm erreicht, die Höhe beträgt hier 10,8 bis 11,7 mm. Im Bereich der Orbita verengt sich der Schädel auf 9,0 bis 9,6 mm. Insgesamt ist der Schädel schlank, das Rostrum streckt sich lang und endet spitz. Im Vergleich zum Mindanao-Rattenigel ist der Schädel von Podogymnura minima kürzer und weist einen weniger breiten Hirnschädel auf. Auf dem Scheitelbein erhebt sich ein nur schwach ausgeprägter Scheitelkamm. Der Unterkiefer ist insgesamt schlank, was auch für den Kronen-, Gelenk- und Winkelfortsatz gilt. Im Gebissaufbau gleicht Podogymnura minima den anderen Vertretern der Philippinen-Rattenigel. Es setzt sich aus 40 Zähnen zusammen, der jeweils erste obere und untere Prämolar fehlt. In der oberen Zahnreihe ist der erste Schneidezahn groß, die beiden nachfolgenden hingegen klein. Die unteren Schneidezähne stehen schräg nach vorn und haben eine spatelartige Form. Hier ist der dritte am kleinsten ausgebildet. Der größte Zahn im oberen und unteren Gebiss wird durch den jeweiligen Eckzahn gestellt. Der letzte untere Prämolar wirkt vergleichsweise klein. Die gesamte obere Zahnreihe ist mit 18,7 bis 21,1 mm Länge relativ kurz.

### Genetische Merkmale
Der diploide Chromosomensatz lautet 2n = 40. Er besteht aus 11 Paaren an meta- bis submetazentrischen, 6 Paaren an subtelozentrischen und zwei Paaren an subtelozentrischen Autosomen. Die fundamentale Anzahl, also die Anzahl der Arme der Autosomen, wird mit 76 angegeben. Das X-Chromosom ist klein und submetazentrisch, das Y-Chromosom winzig und subtelozentrisch.

## Verbreitung und Lebensraum
Das Verbreitungsgebiet von Podogymnura minima liegt in Südostasien. Die Art kommt dort in der Kitangladbergkette im nördlich-zentralen Teil der zu den Philippinen gehörigen Insel Mindanao vor. Der Lebensraum schließt die Bergmassive des Kitanglad, des Dulang-dulang, des Imbalayo und des Nangkabulos mit ein. Die Tiere bewohnen Bergwälder, die stärker mit Sümpfen und Mooren durchsetzt sind. Die Höhenverbreitung reicht von 1300 bis 2800 m über dem Meeresspiegel. In Flachlandregionen ist die Art nicht anzutreffen.

## Lebensweise
Über die Lebensweise von Podogymnura minima liegen nur wenige Informationen vor. Die Tiere sind nachtaktiv und bodenbewohnend. Bei Untersuchungen im Mount Kitanglad Range Natural Park wurden die meisten Individuen entlang von Pfaden, an Eingängen von Hohlräumen, unter vermoosten Wurzelgeflechten sowie unter umgefallenen oder stehenden Bäumen gesichtet. Die Nahrung besteht zum Großteil aus Regenwürmern. Sie ließen sich in 55 % aller untersuchten Magenreste nachweisen. Bevorzugt wurden vor allem Vertreter der Gattung Tarsomys. Dabei zerkaut Podogymnura minima seine Nahrung in 3 bis 20 mm große Stücke. Zum weiteren Spektrum gehören auch Gliederfüßern, darunter Hautflügler und Käfer. Jungtiere und paarungsbereite Individuen ließen sich in den Monaten März bis Juni beobachten. In der Regel bringen Weibchen ein, selten zwei Jungen zur Welt.

## Systematik
Podogymnura minima ist eine Art aus der Gattung der Philippinen-Rattenigel (Podogymnura), zu der insgesamt vier Vertreter gerechnet werden. Die Gattung wiederum steht innerhalb der Familie der Igel (Erinaceidae) und gehört hierin zur Unterfamilie der Rattenigel (Galericinae). Auffallende Kennzeichen der Rattenigel sind ihr eher spitzmausartiges äußeres Erscheinungsbild und ihr weicheres Fell, was sie von den Stacheligeln (Erinaceinae) als zweite Unterfamilie der Igel unterscheidet. Die Philippinen-Rattenigel stellen kleine bis mittelgroße Angehörige der Rattenigel dar. Nach molekulargenetischen Daten erfolgte die Auftrennung der beiden Unterfamilien bereits im Unteren Eozän vor rund 53 Millionen Jahren. Eine stärkere Diversifizierung der Rattenigel setzte im Oberen Eozän vor etwa 37 Millionen Jahren ein. Die Philippinen-Rattenigel sind hier jedoch eine junge Entwicklungslinie, die sich genetisch erst vor rund 3 Millionen Jahren, also im Pliozän, fassen lässt. Die heutigen Arten formten sich vermutlich erst im Verlauf des Pleistozäns heraus. Der nächste Verwandte von Podogymnura minima ist der Mindanao-Rattenigel (Podogymnura truei).
Die wissenschaftliche Erstbeschreibung von Podogymnura minima geht auf Colin Campbell Sanborn zurück. Er erstellte sie im Jahr 1953, wobei Sanborn die neue Form als Unterart des Mindanao-Rattenigels auswies. Die Beschreibung war recht kurz gehalten und hob lediglich die gegenüber der Nominatform geringere Körpergröße und die allopatrische Verbreitung hervor. Sanborns Arbeit beruhte nur auf einigen wenigen Individuen, von denen er das kleinste Exemplar, ein ausgewachsenes Weibchen, als Holotyp bestimmte. Spätere Autoren kritisierten dies und stellten eine umfangreichere Untersuchungsserie vor. Übereinstimmend wichen die Werte der Tiere vom Kitanglad, der Typuslokalität von Podogymnura minima, nur wenig von denen des eigentlichen Mindanao-Rattenigels aus der Region des Apo ab. Es bestanden daher Zweifel, dass es sich bei Podogymnura minima tatsächlich um eine abtrennbare Unterart handelt. In der Regel wurde Sanborns Form im letzten Drittel des 20. Jahrhunderts als Synonym zum Mindanao-Rattenigel eingestuft.
Eine umfassende Revision der Philippinen-Rattenigel erfolgte im Jahr 2023. Hierbei bestätigten genetische Untersuchungen die enge Verwandtschaft von Podogymnura minima zum Mindanao-Rattenigel. Sie stellten gleichzeitig aber auch die Eigenständigkeit ersterer Form heraus, die auf einer monophyletischen Gruppierung der einbezogenen Individuen beruhte. Ebenso konnten morphologische und metrische Unterschiede herausgearbeitet werden. Die Autoren der Studie sahen sich dadurch veranlasst, Podogymnura minima als eigenständige Art einzustufen.

## Bedrohung und Schutz
Podogymnura minima wird von der IUCN nicht als eigenständig geführt, sondern dem Mindanao-Rattenigel zugewiesen. Dessen Gesamtbestand sieht die Umweltschutzorganisation aufgrund der relativen Häufigkeit und nicht bekannter Habitatbedrohungen als „nicht gefährdet“ (least concern) an. Das Verbreitungsgebiet von Podogymnura minima schließt den Mount Kitanglad Range Natural Park ein.